# Copy trading
Copy trading umožňuje investorům na finančních trzích automaticky kopírovat obchodní účet vybraného obchodníka, obvykle v rámci sociální obchodní sítě. Tento systém je velmi populární a využívá se především na Forexu, dá se též použít na akciovém nebo komoditním trhu. Díky tomuto systému, se finanční trhy otevřely i pro úplné začátečníky.
Na rozdíl od zrcadlového obchodování, metody, která obchodníkům umožňuje kopírovat konkrétní strategie, copy trading propojuje část prostředků copy tradera s účtem kopírovaného investora. Jakékoli obchodní akce provedené od té doby kopírovaným investorem, jako je otevření pozice, přiřazení příkazů Stop Loss a Take Profit nebo uzavření pozice, se pak také provedou na účtu kopírujícího obchodníka, poměrně, vzhledem k poměru prostředků vložených copy traderem vzhledem k účtu kopírovaného investora.
Copy trader si obvykle zachovává možnost zkopírované obchody oddělit a spravovat je sám. Copy trader může také uzavřít kopírovaný vztah úplně, čímž se uzavřou všechny zkopírované pozice za aktuální tržní cenu. Kopírovaní investoři (kteří se nazývají lídři nebo poskytovatelé signálů) jsou často kompenzováni paušálními měsíčními poplatky za poskytování signálů traderovi, který se snaží zkopírovat jejich obchody (právě sledováním signálů). Kromě toho mohou oblíbení investoři získat až 100% slevu na své osobní transakce. Systémy odměn má stimulovat investory k tomu, aby sdíleli své obchody s ostatními, a umožnili jim obchody kopírovat namísto toho, aby obchodovali soukromě.
Copy trading vedl k vývoji nového typu investičního portfolia, který někteří zasvěcenci nazývají „People-Based Portfolios“ nebo „Signal Portfolios“ (vypůjčení si terminologie populárního MetaQuotes Signal Marketplace). Portfolia založená na lidech se liší od tradičních investičních portfolií v tom, že investiční fondy jsou investovány do jiných investorů, spíše než do tradičních tržních nástrojů.
Zatímco followeři nepředávají kapitál na účty poskytovatelů signálů, tito poskytovatelé fungují de facto jako správci portfolia, protože mají nepřímou kontrolu nad částí kapitálu těchto copy traderů. Sociální obchodní sítě tak poskytují inovativní rámec pro delegovanou správu portfolia.

## Historie
Zpočátku někteří obchodníci sdělovali svůj záměr otevřít nebo uzavřít konkrétní pozice na určitých úrovních svým followerům prostřednictvím informačních bulletinů. Později se začala objevovat první obchodní místnost se stejným konceptem. Obchodník oznámil provedení transakce, sdílel ji ve virtuální místnosti namísto použití e-mailu a sledující byli schopni transakci přečíst a reprodukovat. Když se chatovací místnosti rozrostly, ostatní obchodníci mohli také komentovat nebo posílat otázky online, což ale vyžadovalo trvalou přítomnost před obrazovkou a navíc museli často platit poplatek za používání platformy.
Na této úrovni si někteří obchodníci uvědomili potenciální výhody, které by automatický replikační systém mohl přinést, pokud by byl vybudován. Kolem roku 2005 se Copy Trading a zrcadlové obchodování vyvinulo z automatizovaného obchodování, známého také jako algoritmické obchodování. Byl to automatizovaný obchodní systém, kde obchodníci sdíleli svou vlastní obchodní historii, kterou mohli ostatní sledovat. Tradeency byl jedním z prvních, kdo v roce 2005 navrhl systém automatického obchodování, který nazývali Mirror Trader. Obchodník mohl nabídnout svou vlastní obchodní strategii v systémech s obchodními záznamy ukazujícími výkon této strategie. Ostatní uživatelé se pak mohli rozhodnout zrcadlově zkopírovat na svůj účet všechny transakce generované z této strategie.
To bylo brzy využito za určitých okolností, které obchodníkům umožnily připojit svůj osobní obchodní účet přímo v platformě a od té chvíle byla každá jejich transakce zaznamenána a zpřístupněna uživatelům bez nutnosti předkládat obchodní strategii.
Od roku 2010 se tak stávala stále populárnější funkcí mezi online finančními obchodními brokery, jako způsob, jak umožnit méně zkušeným obchodníkům těžit z obchodních rozhodnutí investorů, které považují za úspěšné.
Většina obchodů se odehrává na velmi likvidních trzích, jako jsou devizové trhy.
V roce 2012 získal eToro ochrannou známku pro svůj systém CopyTrader.

## Studie
V roce 2012 MIT financovalo studii řízenou Dr. Yanivem Altshulerem, která ukázala, že obchodníci na sociální investiční síti eToro, kteří těžili z „řízeného kopírování“, tj. kopírování navrhovaného investora, dopadli o 6–10 % lépe než obchodníci, kteří obchodovali ručně, a o 4 % lépe, než obchodníci, kteří kopírovali obchodování náhodných investorů dle vlastního výběru.
Od roku 2013 spolupracuje Dr. Altshuler s profesorem Alexem „Sandy“ Pentlandem z MIT na studii, jejímž cílem je nalézt „udržitelný“ mechanismus sociálního obchodování s cílem vyladit schopnost obchodníků těžit z copy tradingu. Výzkum také zjistil, že sledovaní obchodníci jsou často, ale ne vždy, nejefektivnější.
V konvenčním investičním rozhodování se ukázalo, že napodobování hraje významnou roli.
V roce 2014 Mauro Martino z výzkumného centra Watson společnosti IBM Research a Altshuler spolupracovali s Yang-Yu Liu, Jose C. Nacherem a Tomoshiro Ochiai na studii finančního obchodování, která ukázala, že copy trading přinese kladné výnosy s vetší pravděpodobností než standardní obchodování, ale návratnost investic ziskových copy tradingů je nižší než návratnost úspěšných běžných obchodů.
V roce 2018 profesor Matthias Pelster z Paderbornské univerzity a Annette Hofmannová z Univerzity St. John’s zjistili, že ztráty u copy tradingu jsou obvykle v případě záporných výnosů. Zhodnotili také, že investoři, kteří jsou kopírováni jinými investory, budou pravděpodobněji trpět dispozičním efektem.
V roce 2019 Gortner a van der Weele experimentálně zkoumali dvojité aukce cenných papírů Arrow-Debreu s daty od kolegů a bez nich. Došli k závěru, že pozorování portfolií jiných obchodníků vede k tomu, že obchodníci nakupují méně volatilní portfolia. V případě, že jsou však obchodníci hodnoceni podle jejich výkonnosti, je tento vliv neutralizován.

## Vliv na chování
Platformy pro copy trading mohou ovlivnit chování různými způsoby. Jejich klíčové institucionální vlastnosti podporují napodobování jak nepřímo, tak přímo: nepřímo poskytováním informací o portfoliu a výkonu ostatních, které se uživatelé mohou pokusit replikovat sami, a přímo tím, že umožňují investorům kopírovat ostatní přímo kliknutím na tlačítko. V důsledku toho mají webové stránky určené ke copy tradingu institucionalizované prostředí napodobování, ve kterém mohou fungovat.
V jiném kontextu, jak poukázali Theo Offerman a Andrew Schotter (2009), když jsou výnosy velké, může napodobování vést subjekty k riskantním rozhodnutím. V kontextu finančního trhu, kde jsou ceny aktiv obecně volatilní, může mít napodobování obzvláště významné účinky. Vysoké výnosy při copy tradingu mohou být spojeny s vysokým rizikem ze strany replikovaných investorů. V tomto případě mohli mít úspěšní investoři nejen štěstí, ale mohli také více riskovat. V důsledku toho mohou copy tradeři s větší pravděpodobností prosazovat rizikové investiční strategie. Copy trading může také vést k nadměrnému riskování a neoptimálním výsledkům, a to jak osobně, tak společensky.
Univerzita Pompeu Fabra, Univerzita v Heidelbergu a Univerzita v Essexu Colchester byly prvními, kdo otevřeně studoval copy trading v experimentálním prostředí. Zkoumali koncept, proč se jednotlivec rozhodne stát se copy traderem, a zjistili, že averze k riziku je rozhodujícím faktorem.
Čím vyšší je averze traderů k riziku, tím je pravděpodobnější, že budou napodobovat ostatní. Ti, kteří prokázali nízkou toleranci k riziku, tak jsou ochotni podstoupit větší riziko právě prostřednictvím copy tradingu.
Jacob Goeree a Leeat Yariv (2015) a John Duffy (2019) v kontextu studií sociálního učení demonstrují, že významná část subjektů má silnou touhu následovat ostatní, i když nejsou k dispozici žádné údaje o dosaženém výkonu. Jiné výzkumy ukázaly, že „nedostatek důvěry je jednou z nejvýznamnějších překážek bránících online obchodu“ a že získávání důvěry „hraje důležitou roli“ při překonávání těchto překážek. Členové komunit, kteří proaktivně podporují svou důvěryhodnost online, mají silný vliv na chování ostatních členů. Důvěryhodnost členů online komunity je proto při online obchodování a copy tradingu klíčová, stejně jako v jiných online komunitách je rozhodování založené na důvěře neobvyklé.

## Nařízení
FCA přijala názor uvedený v otázkách a odpovědích MiFID Evropského úřadu pro cenné papíry a trhy (ESMA): Ochrana investorů a zprostředkovatelů (otázka č. 9) o tom, jak funguje copy trading a zrcadlové obchodování podle směrnice MiFID. Považuje je za automatické provádění obchodních signálů bez ručního zadávání ze strany majitele účtu. Z toho vyplývají standardní regulační povinnosti pro oprávněné vedení.
V roce 2014 britský úřad pro finanční chování (FCA) vyjádřil obavy týkající se copy tradingu, protože se domnívá, že firmy nabízející copy trading nejsou účinně regulovanými investičními manažery. Úřad FCA jako takový zaslal dopisy společnostem poskytujícím služby copy tradingu, v nichž je informoval o jejich záměru klasifikovat je jako manažery  portfolií nebo investiční manažery.

## Výhody
- Malý obchodní účet (běžně od 100 USD)
- Možnost profitovat bez znalostí a zkušeností
- Není tak náročný na psychiku

## Copy trading v praxi
Aby člověk mohl začít kopírovat obchodníka, musí mít nejdříve založený účet u brokerské společnosti. Dále si zvolí výši vkladu a vloží peníze. Po připsání vkladu investor otevře sociální obchodní platformu, kterou si stáhne na stránkách brokerské společnosti (v některých případech je online) a uvidí profily všech dostupných obchodníků. Zde má možnost porovnat historii výsledků, úspěšnost uzavřených obchodů a risk level (rizikovost) každého obchodníka. Na této bázi se rozhodne, kterého obchodníka bude kopírovat a určí si v jakém objemu se budou otevírat jeho obchody.  Příklad: Investor s kapitálem 1 000 USD si zvolí objem 0,05 lotu. Nyní každý obchod, který obchodník otevře, bude v objemu 0,05 lotu. Určení objemu je velmi důležité z pohledu rizika. Čím větší objemy investor nastaví, tím větší musí být jeho účet, aby přečkal i neočekávané, krátkodobé výkyvy trhu. Nyní už nebrání nic tomu, aby se další otevřený obchod, který obchodník provede, zkopíroval ve stejném čase a objevil se na obchodním účtu investora. Pokud investor není spokojený s výsledky obchodníka a nebo si chce vybrat svůj vklad, jednoduše ukončí kopírování kliknutím na uncopy.

## Kritika
Kopírování obchodování je v podstatě finanční spekulace, která je považována za negativní jako osobní chování.